# Dark Age of Camelot
Dark Age of Camelot er et 3D middelalder fantasy MMORPG, der omhandler en krig mellem tre riger i slutningen af Kong Arthurs hersken: Arthurian-inspirerede Albion, Nordisk mytologisk inspirerede Midgard, og keltiske Hibernia. Spillet er udviklet af Mythic Entertainment, og blev udgivet 10. oktober 2001.

## Realm vs. Realm
Realm vs. Realm (RvR) er hvad Dark Age of Camelot hovedsageligt fokuserer på. Historien bygger på, hvad der sker efter Kong Arthurs død, og hans forenede kongerige begynder at falde fra hinanden. Albion, Hibernia og Midgard er alle tre i en konstant krig mod hinanden, om at få magten over kraftfulde relikvier, og endda om at få kontrol over indgangen til Darkness Falls.
Grundlæggende er RvR ligesom PvP et udtryk for to spillere der spiller mod hinanden. For at få bedre forståelse af hvordan RvR er bygget op, kan man læse "New Frontiers Specifications and Information (Webside ikke længere tilgængelig)".

## Udvidelser
DAoC har til dato udgivet 7 udvidelser, hvoraf 2 er gratis, og de resterende skal købes.

### Betalingsudvidelser
- Shrouded Isles – Udgivet den 12. november, 2002
- Trials of Atlantis – Udgivet den 28. oktober, 2003
- Catacombs – Udgivet den 7. december, 2004
- Darkness Rising – Udgivet den 1. februar, 2006
- Labyrinth of the Minotaur – Udgivet den 5. november, 2006

### Gratisudvidelser
- Foundations – Udgivet 18. juni, 2003
- New Frontiers – Udgivet 22. juni, 2004